# هابارد كوب
هابارد كوب (بالإنجليزية: Hubbard Cobb)‏ هو صحفي أمريكي، ولد في 5 أغسطس 1917، وتوفي في 27 سبتمبر 2006.